# 8月10日事件
8月10日事件（はちがつとおかじけん、仏: Journée du 10 août 1792）は、フランス革命期の1792年8月10日、パリで民衆と軍隊がテュイルリー宮殿を襲撃してルイ16世やマリー・アントワネットら国王一家を捕らえ、タンプル塔に幽閉した事件である。テュイルリー宮殿襲撃（仏: Prise des Tuileries）とも言う。
この事件によりフランスでは王権が停止されたが、サン・キュロットを中心とする武装蜂起は、事実上の革命であったために8月10日の革命とも呼ばれ、フランス革命は新段階に入った。
また事件は武力衝突の流血沙汰となって多くの死傷者を出したため、その責任を一方的にルイ16世に問う世論は日増しに高まっていき、それが国王裁判にもつながった。

## 背景
1791年6月のヴァレンヌ事件は、フランス革命の流れに相反する二つの潮流を生み出した。第一は第二に対する反動で、短期的に穏健派と王党派が団結を強めてブルジョワ革命を急いで推し進めようという圧力となった。9月14日のルイ16世の1791年憲法への宣誓と復権、10月1日の立法議会の招集、立憲王政の成立へとたどり着いた後は、1789年の理想主義者ならこれで革命は終わったのだと信じることはできただろうし、事実、立憲議員の何人かは故郷に帰った。しかし全くそうではなかった。立憲主義者の偽りの勝利と、ブルジョワジーの分裂（フイヤン派のジャコバン派からの分離）をよそに、第二の波、つまりデモクラシーが台頭を始めていたのである。バスティーユ襲撃で革命に目覚めた革命的民主主義者たちは、次第に数を増やし、失業者や賃金労働者を中心にしたサン・キュロットの革命参加を促して、パリで徐々に政治勢力を形成した。彼らはコルドリエ・クラブや自治市会に結集して、さらにより急進的な第二世代の指導者を生み出していった。この第二の流れは7月17日のシャン・ド・マルスの虐殺やクラブ閉鎖でも、衰えることはなく、鬱積した不満を約1年間ためていった。また第一の流れの副産物として、ウィーンとベルリンの宮廷は亡命貴族(エミグレ)に唆されて、ピルニッツ宣言を発したが、これは決して武力介入を意味するものではなかったものの、ブリッソーら立法議会で新しく多数派になるジロンド派を刺激し、過剰に好戦的な愛国主義と、ヨーロッパの諸君主に対する攻撃的な革命十字軍（革命の輸出）のごとき発想を思い起こさせた。革命戦争の勃発は情勢を悪化させた。
戦争と経済危機（アッシニア暴落と砂糖の値段の高騰）の影響は市民の生活を直撃した。パリのサン・キュロットたちは生活改善を求めて再び結集した。この流れはすでに左翼的イデオロギーを伴っており、生活に直結する切実な要求は次第に濁流のごとく強く激しくなった。運動を支える受動的市民は選挙権を持っていなかったので、彼らの政治的アピールは、武装して行進するといったより直接的な示威行動となって表れたが、能動的市民のなかにもこれに同調する者が現れ、彼らのリーダーとなった。サン＝タントワーヌ城外区のビール醸造業者のアントワーヌ＝ジョゼフ・サンテールなどはその典型で、このような人々がそれぞれの地区の民兵を組織し、革命の暴力として顕在化した。急進化する彼らの要求に政治家たちは後追いするばかりだったが、共和制樹立の要求は日に日に高まっていった。

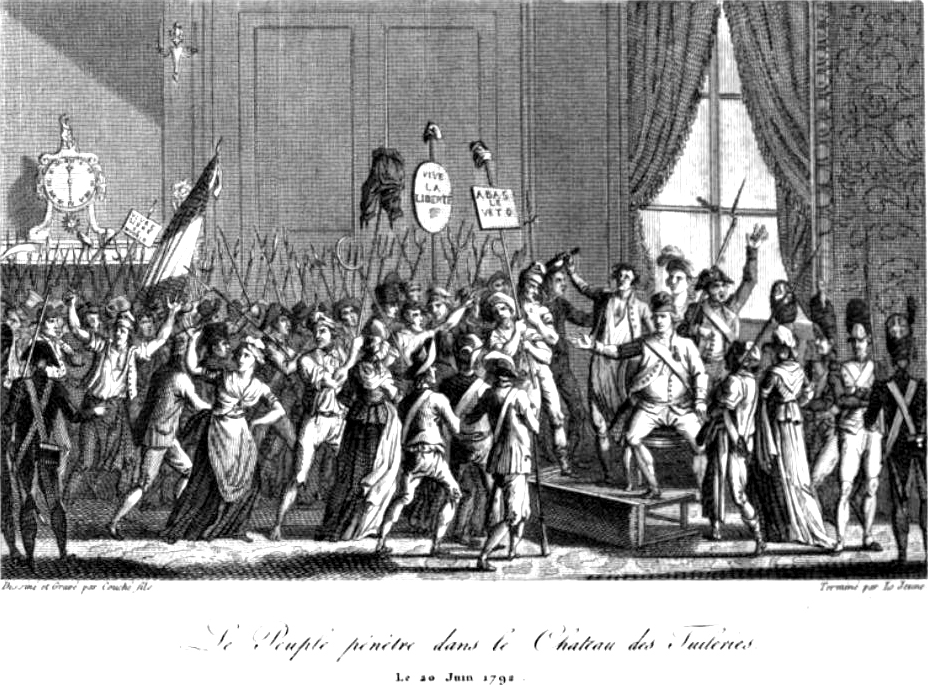
6月20日事件, 群衆に詰め寄られるルイ16世は 「拒否権氏」と野次られた

そうした中で1792年6月20日にサン・キュロットの示威行動事件が起きた。武装した市民が国王の住居たるテュイルリー宮殿の中まで踏み込んできたこの事件は、拒否権を乱発する国王への圧力としてジロンド派が黙認したという側面はあるが、武装蜂起がすぐに起きてもおかしくない危険な状況であることを示していた。王政の廃止を最初に口にしたのはジロンド派であったが、すでに事態は彼らの予想を上回るスピードで展開を始めていた。
「反乱者が公然と王制の転覆を計画」するという逼迫した情勢への危機感は、7月10日、フイヤン派を総辞職に至らせた。立憲君主制を守る最後の試みは、軍司令官に復帰したラファイエットに託された。彼はフロリモン・クロード (メルシー＝アルジェントー伯) (Florimond Claude, Comte de Mercy-Argenteau) を通じて、ジャコバン派を解散させるために「軍隊をひきいてパリへ進軍する用意がある」のでオーストリアに軍事行動の停止を求めたことがあり、さらにコンピエーニュへの脱出を国王に勧めた。ここで彼は軍隊と待つ予定であったが、国王の再度の脱出は7月12日から15日に延期されて、結局は中止になった。ルイ16世はヴァレンヌ事件の失敗を思い出して、信頼する外国人傭兵、ガルド・スイス部隊の保護下から出る気がしなかったのである。またマリー・アントワネットは諸君主国の同盟軍が声明を出して威圧するように求め、7月25日、ブラウンシュヴァイクの宣言が出されることになるのだが、これはもはや武装蜂起を奨励するようなもので、完全に逆効果となった。
フランス革命では特徴的なことだが、蜂起は存在しない脅威に対する自己防衛の行為であった。8月10日事件は、誰かが終始一貫して計画を立てたわけではなく、7月末の最後の週からパリで異常な高まりを見せた示威行動が、爆発のクライマックスを迎えたに過ぎない。議会の立憲君主派と、宮廷の王党派に対して、民衆は立ち上がらなければ踏みつぶされるだけだと思ったわけである。ジロンド派は蜂起も王権の失効も望まなかったので、何とか抑えようと努力はしたが、8月になると王制打倒こそが唯一の解決策であるという見解はパリ全体に共有されるものとなった。

## 武装蜂起
まず行動を起こしたのはパリであった。諸地区（）は常設の区会を設け、それぞれ連係するために「中央委員会」を組織した。7月11日、これに続いたのはロベスピエールで、彼はジャコバン・クラブで演説して、連盟兵に参加を呼びかけた。連盟兵たちは7月14日の祭のために全国から集まってきていたものだが、国家の危機を救う任務が与えられ、むしろ奮起した。7月13日、ダントンの提案で祝祭の後も連盟兵はパリに留まることが決まった。
7月25日、ロベスピエールはより大胆な主張を展開し、立法議会の即時解散を要求して、これに代わって憲法改正をすべき新しい議会「国民公会」の招集をすべきだと言った。彼は王政のみならず議会をも葬る必要性を説き、ブルジョワ階級にのみ立脚する議会は人民を代表していないとの論拠を示した。これは真実であったから、ジロンド派は有効な反論ができなかった。彼らはロベスピエールが群衆を自重させることを願ったが、実のところそれは誰にも不可能で、もはや矢は放たれていた。
7月26日夜、モントルイユ地区を行進した連盟兵によって「武器を取れ!」の呼びかけが行われた。7月29日、マルセイユから連盟兵が到着すると、早速、彼らのもとには自発的に代表が派遣され、「王と呼ばれる男」と悪党どもを「王宮から追い出す」ことで問題は解決すると説明して、支持を得た。翌30日、いくつかの区会は、受動的市民が国民衛兵隊に参加するのを認め、槍で武装するように指示したので、運動は一層促進された。8月6日にはシャン・ド・マルスで市民と連盟兵の大集会が行われ、ここでは改めてルイ16世の廃位が要求された。パリの諸地区の先頭に立っていたサン＝タントワーヌ城外区の区会は、9日までに国王の失権または王権の停止を議会が決議しなければ、パリの諸地区は武器を持って立ち上がるとの警告を発した。攻撃の噂はそれ以前にも絶えなかったが、これが実際の最後通牒となった。

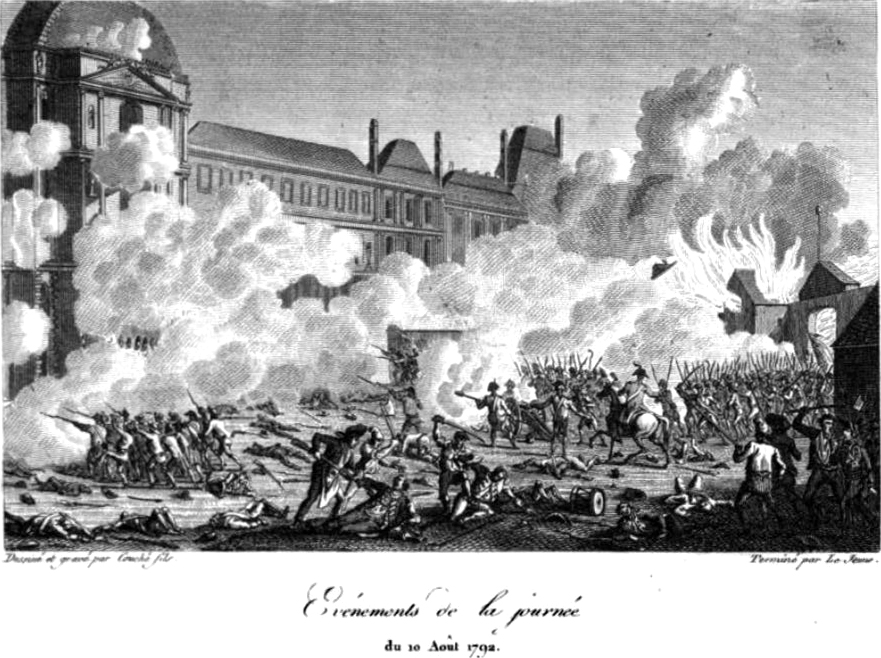
宮殿前での戦闘の様子, スイス傭兵隊の一斉射撃で白煙が上がる。手前に捕虜の虐殺も描かれている

8月9日の夜、警鐘が鳴らされた。48地区の委員が集まって市庁舎に蜂起コミューンが組織された。これは自治市会の総会に代わる革命的組織であり、無制限の権限が与えられたパリの独裁の最初だった。彼らは市庁舎を乗っ取ることにした。合法的な市役所の活動を停止し、市長ジェローム・ペティヨン・ド・ヴィルヌーヴ (Jérôme Pétion de Villeneuve) は宮殿で国王と会談していたが、議会に呼び出され、自宅に監禁された。国民衛兵隊総司令官マンダ (Antoine Galiot Mandat de Grancey) は由緒ある貴族で、熱心な王党派だった。彼は協力を拒んだので、市庁舎に召還されて尋問を受けた後で、監獄に送られる代わりに朝にグレーヴ広場で銃殺された。国民衛兵隊は任を解かれ、ポンヌフの封鎖は撤去された。暫定的なパリ国民衛兵隊総司令官にサンテールが選ばれた。
宮殿の警備にはルイ16世に個人的忠誠を誓った950名のスイス人傭兵が残っていただけであった。かつて立憲近衛隊が受け持っていたが、これは5月29日に解散を命じられた。しかし議会の決定に不服だった指揮官のコッセ＝ブリサック公爵らを含む元メンバーは解散後も留まって守備についた。これに田舎から出てきた王党派支持者の若者が合流し、200〜300名の通称「聖ルイ騎士団」と呼ばれた大隊となった。それにパリからはフィユ・サン＝トマ地区とプチペール地区、ビュテ・デ・ムーラン地区から選抜された国民衛兵隊2,000名が馳せ参じ、国王のために集まっていた。
8月10日朝、連盟兵とさらにはそれに付き従う民衆の総勢2万はくだらない大集団は、テュイルリー宮殿へ向かった。宮殿はパリのど真ん中にある。銃は1万挺ほどしかなく、残りは槍などで武装していた。血気にはやった連中がいまにも攻撃を始めようと、王門の扉や冊を叩いていた。これらの中に革命的女性のごとき過激分子も含まれていた。
ルイ16世はどうすべきか決心がつかなかった。年老いたマイイ元帥は「アンリ4世の子孫のために勝ち抜くか、さもなくば死を誓う」と跪いて言った。万事休すと思ったパリ県の監察官レドレールは、立法議会に国王が逃げ込む以外に方法はないと説得を始めた。マリー・アントワネットは反対した。彼女は王と王妃を引き離す陰謀があることを知っていた。立憲君主派にとって最大の障害は、迫り来る群衆ではなく、王妃であった。しかしルイ16世は家族全員で一緒に避難することを望んだ。これは恐らくは政治的な判断ではなかっただろう。王妃は側近のランバル公爵夫人とトゥルゼール公爵夫人 (Louise-Élisabeth de Croÿ de Tourzel) も連れて行くように主張した。残されることになった他の貴婦人たちは絶望して震え上がった。しかし王妃は暴徒の群れに負けるはずがないと思っていたようで「戻ってくる」と言い残して去っていった。議会とは庭園で隔てられているだけで、そう遠くではない。
国王一家が宮殿を去ると少なからず動揺が走った。市民同士で殺し合いたくないと思った守備側の国民衛兵隊は次々と脱走して蜂起側の方に寝返ったり、群衆と歓談して敵意のないことを示そうとした。このとき彼らは全ての大砲をも引き渡した。流血は回避されるかと思われた。しかし王党派の貴族の一部は死ぬまで戦う覚悟であり、この期に議会をも制圧しようという魂胆があった。彼らは王門を門番に開かせ、群衆をカルーゼル広場に敢えて招き入れた。広場は建造物に囲まれ、十字砲火で包囲殲滅するのには好都合だったからだ。

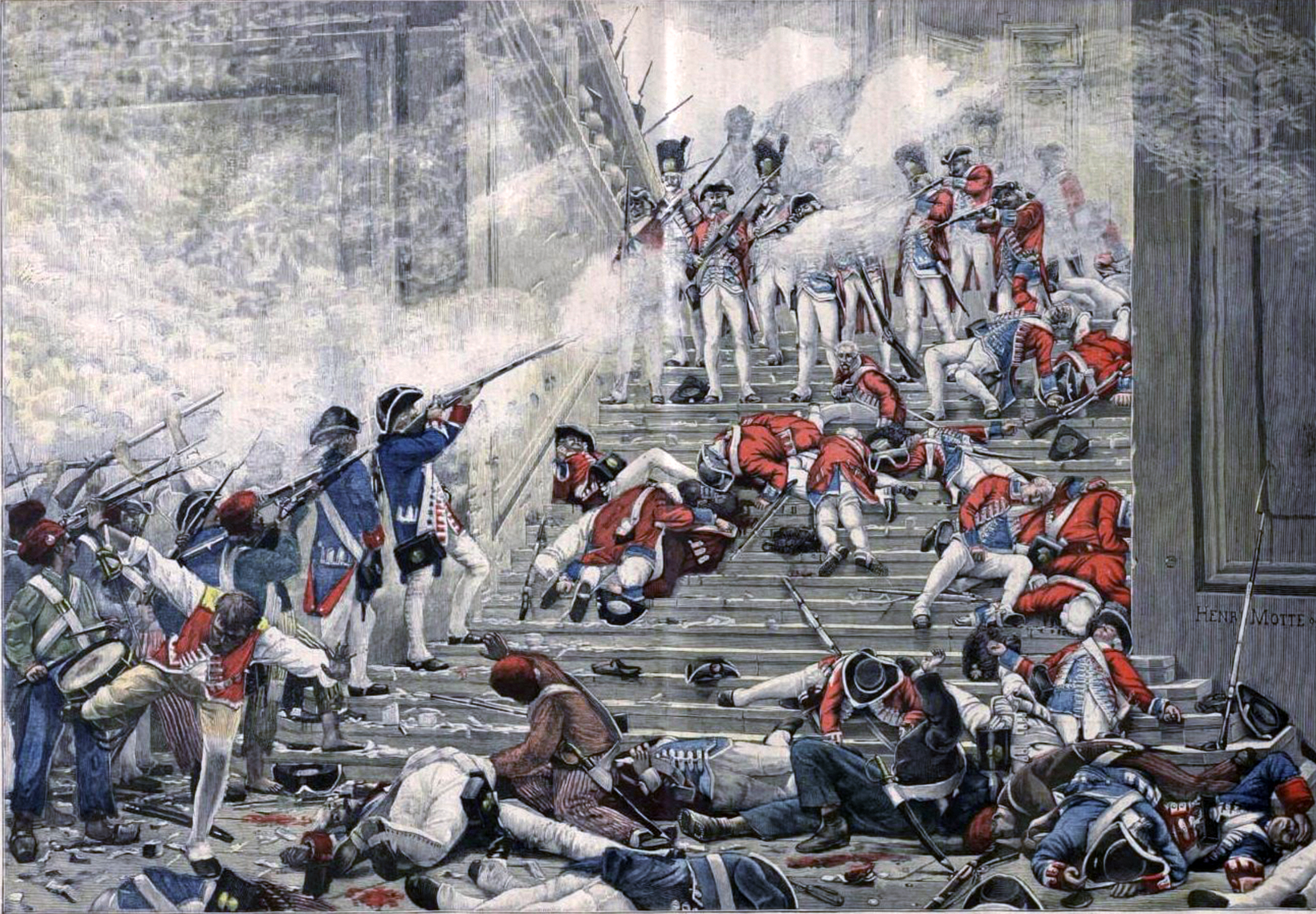
テュイルリー襲撃の際の宮廷内の戦闘

午前8時、2,000〜3,000の群衆がカルーゼル広場からさらに中庭まで無秩序に入って来た。スイス人傭兵らはあくまでも命令に忠実たらんとし、宮殿の外階段に不動の隊列を敷いて待ち構え、群衆の嘲笑や罵声にもピクリともしなかった。どのような切っ掛けかは諸説あるが、号令とともにスイス人傭兵は一斉射撃を数度行い、怯んだ群衆を一気に突撃で崩した。建物の二階や屋上からも銃撃が加えられた。最初に入ってきた連中は全く戦い方を知らなかったので、包囲されてパニックを起こして潰走した。バスティーユ襲撃のときと同じく「裏切りだ」という声が上がった。守備側は勝ったと思った。群衆は蜘蛛の子を散らすようにいなくなったからである。王党派は次は議会の国王のもとに向かうつもりだった。今なら議会を武力で解散させることができると思われた。しかしそのような具体的な命令を受けていなかったので、士官が派遣されて国王の指示を直接仰ぐことになった。
この間に蜂起側の第二波が接近していた。今度は、王門からではなく、ルーヴル宮殿や庭園にあるセーヌ川側の複数の入口、小門から侵入した。彼らの先頭に立ったマルセイユ連盟兵は従軍経験のある古参兵ばかりだった。サン＝タントワーヌの熱烈な共和主義者達がその後に続いて、大砲を牽いていた。スイス人傭兵は突撃後の散開状態で、カルーゼル広場で突然砲撃を受けたため、中庭に退却した。マルセイユ連盟兵らは突撃を開始し、さらに後続のサン・キュロット群衆が広場を埋め尽くした。中庭ではスイス人傭兵は横隊を組んで再び激しく防戦した。連盟兵にも大きな犠牲がでたが、あらゆる方向から侵入する群衆にスイス人傭兵は抗しきれなくなり、そこに4ポンド砲での近距離射撃と擲弾を受けた。たまらず宮殿内に退き、そこからは大混乱になった。
スイス人傭兵は、国王に士官を派遣してどこまで徹底抗戦すべきか伺いを立てた。ルイ16世は宮殿が制圧され、すべての望みが無くなった後で、午前10時、発砲の停止を命令した。しかしこれでは哀れなスイス人たちを虐殺から救うことはできなかった。600名が殺され、うち60名は降伏した後の殺害であった。残りのほとんども捕虜となり監獄に放り込まれた後に殺害されることになる。一方で、聖ルイ騎士団の貴族子弟たちはルーヴルの別の回廊からほとんど全員が脱出した。
宮殿では勝ち誇った群衆が手当たり次第に家具や絵画などを壊していたが、蛮行を見かねた舞台監督サンジエは、機転を利かせて、すでに有名になっていた「ラ・マルセイエーズ」を弾いて、怒り狂った人々の心を宴会ムードに変えた。彼らは一晩中、歌い踊り明かした。残された貴婦人たちは散々罵られて脅かされ、怖い目にあったが、暴力的被害は受けることなく解放された。彼女たちに最も辛く当たったのは十月行進の時と同じく、同性の革命的女性であった。蜂起側は約90名の連盟兵、300名の地区義勇兵が死傷した。このなかには3名の女性の死者が含まれていた。他方、ブレスト連盟兵は、赤い軍服だったので、スイス人傭兵と誤認されて少なからず味方から撃たれたと言われる。なお、蜂起側の死傷者は、当局が補償金を出し惜しんで、できるだけ少なく数えられたという指摘もある。

## 結果

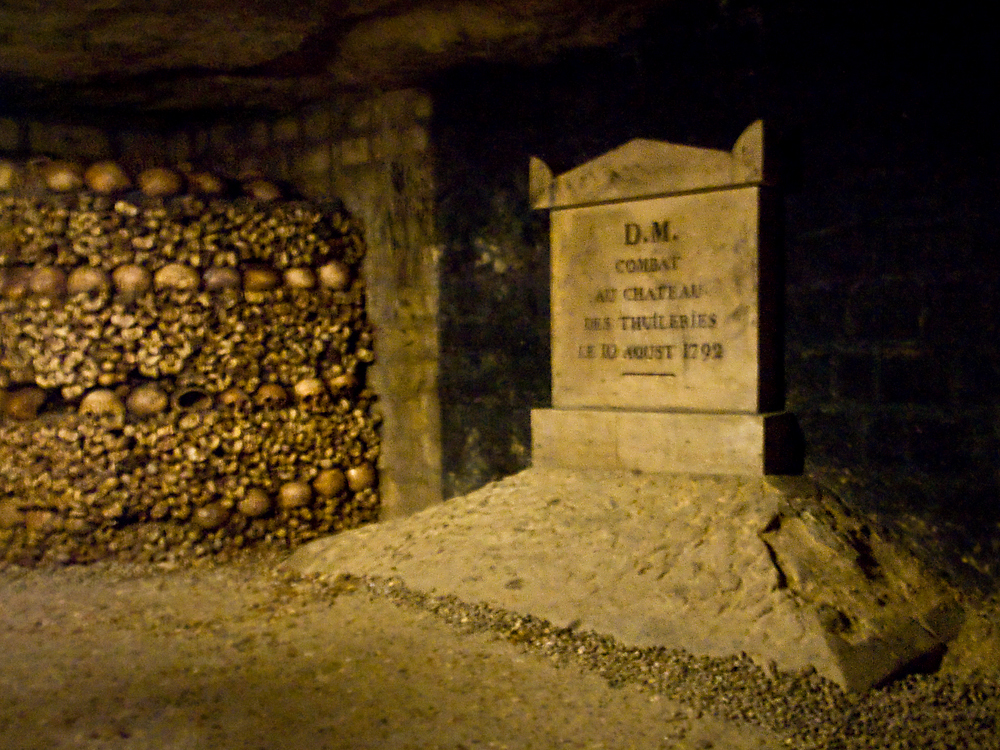
8月10日事件の犠牲者を追悼する記念碑が設置されているカタコンブ。事件の犠牲者が多く埋葬された

立法議会は戦況が不確実の間は態度を明らかにしないで、蜂起側の勝利が明らかになると、王権の停止を宣言し、ロベスピエールの案に従って国民公会の召集を決議した。第二革命の性格のある事件によって政界の情勢も一変した。ブルボン王政はついに終わりを告げたが、同時に自由主義ブルジョワジーの政治も終焉した。王党派はもはやパリでは存在を許されず、フイヤン派は完全に失脚した。
事件を聞いたラファイエットは、軍隊をパリに向けて進軍させようと試みた。しかし兵士達から見限られ、身の危険を感じてアレクサンドル・ラメットら同志と共にベルギーに逃亡し、オーストリア軍の捕虜となった。「ラ・マルセイエーズ」の産みの親の一人である、ストラスブール市長フィリップ＝フレデリク・ド・ディートリヒ男爵 (Philippe-Frédéric de Dietrich) も同様の君主制擁護の蜂起を行ったが、失敗して亡命した。
ジロンド派は穏健共和主義者の集まりであったが、蜂起によって彼らの希望する政体であった共和制が樹立されることになったにもかかわらず、大衆の支持を失った。逆にジャコバン派の中から、台頭する左派勢力、後に国民公会でモンターニュ派と呼ばれる勢力が支持を集めるようになった。新しい議会は普通選挙に基づき、民主的な共和国が誕生することになった。
他方、事件の余韻はしばらくパリに残り、都市は興奮状態を維持した。襲撃者たちの多くはそのまま動員登録が行われて前線に出征していったが、残された人々は熱狂的な革命熱をもてあました。その後の戦況の悪化と外敵がパリの城門まで迫っているという誤った情報を受けて再び暴走し、九月虐殺を引き起こすことになる。